# Velje Polje (Tutin)
Pour les articles homonymes, voir Velje Polje.
Velje Polje (en serbe cyrillique : Веље Поље) est un village de Serbie situé dans la municipalité de Tutin, district de Raška. Au recensement de 2011, il comptait 587 habitants.

## Démographie

### Évolution historique de la population
| 1948 | 1953 | 1961 | 1971 | 1981 | 1991 | 2002 | 2011 |
| ---- | ---- | ---- | ---- | ---- | ---- | ---- | ---- |
| 225  | 247  | 189  | 134  | 164  | 216  | 251  | 587  |

|  |